# Kartesisk produkt
I matematik er det kartesiske produkt af to mængder A og B, mængden af alle par (a,b), hvor a ∈ A og b ∈ B. Det kartesiske produkt noteres
{\displaystyle A\times B=\{(a,b)|a\in A,b\in B\}.}
For eksempel vil det kartetiske produkt af mængderne {1,2} og {3,4} være
{\displaystyle \{1,2\}\times \{3,4\}=\{(1,3),(1,4),(2,3),(2,4)\}}.
Således er det kartesiske produkt ikke kommutativt (medmindre de to mængder er ens), da rækkefølgen af parrenes elementer byttes om, hvis produktet tages i omvendt rækkefølge.
{\displaystyle A\not =B\Rightarrow A\times B\not =B\times A}